# Acotación de errores
En cálculo numérico, la acotación del error es el estudio matemático de los errores numéricos cometidos en cálculos matemáticos aproximados de cualquier magnitud numérica.

## Acotación del error
Una acotación del error es un valor numérico real que es cota superior la diferencia entre una magnitud calculada mediante aproximación y el valor exacto de dicha magnitud. Es decir, la acotación de error permite conocer con toda seguridad el grado de error cometido.

## Indicador de error
En muchas situaciones prácticas la acotación del error constituye un problema matemático casi tan complejo como la determinación del valor exacto. En esas situaciones, se suelen emplear indicadores de error. Un indicador de error es una magnitud numérica cuya esperanza matemática es comparable a una cota superior del error, pero no existe garantía de que en todos los casos el error sea realmente inferior al indicador de error, es decir, sólo existe garantía estadística de que en la mayoría de los casos el indicador de error está dando una magnitud cerca a una genuina acotación del error.
- Datos: Q5656801